# 伊野尾慧
伊野尾慧（日语：／ Inoo Kei，1990年6月22日—），日本歌手及演員，埼玉縣入間市出身，為傑尼斯事務所旗下藝人，2007年11月以男子偶像團體Hey! Say! JUMP成員之一正式出道。於明治大學理工學研究科畢業，也是傑尼斯事務所旗下藝人中第一位研究生畢業的偶像。身高173公分。

## 簡歷
加入傑尼斯事務所之前，曾隸屬另一家日本演藝事務所『OSCAR PROMOTION』。與SixTONES的成員傑西有遠親關係。
2001年9月23日，進入傑尼斯事務所。同期生：藪宏太。
2004年3月，與松本幸大、二階堂高嗣、玉森裕太組成M.I.N.T，用每位成員姓的開頭字母命名（M：松本幸大，I：伊野尾慧，N：二階堂高嗣，T：玉森裕太）。
2004年5月，與松本光平，中島裕翔，有岡大貴四人組成J.J.Express初代。後來又加入高木雄也，浅香航大，橋本良亮，龜井拓 等人。
2006年8月18日，加入排球應援限定组合kitty GYM。
2006年10月，與八乙女光，戶塚祥太，北山宏光定期参加「YOUたち!」。
2007年9月21日，與藪宏太、高木雄也、八乙女光、有岡大貴、中島裕翔、山田涼介、知念侑李、森本龍太郎組成排球應援團體Hey! Say! JUMP。
2007年11月14日，Hey! Say! JUMP正式出道。
2009年1月5日、Hey! Say! JUMP的横濱競技場演唱會發表明治大學理工學部建築學科錄取。
2013年3月26日、明治大學理工學部建築學科畢業。畢業後繼續就讀兩年研究所，並於2015年畢業。進修研究所的消息官方當時並未發表，2024年10月19日於節目『Another Sky』中初次公開。
2015年1月8日、發表自2015年4月25日-5月24日將於日本「The Globe TOKYO」主演舞台劇「カラフト伯父さん」。
2016年4月，成為富士電視台情報節目『鬧鐘電視』 周四固定成員、成為日本電視台『メレンゲの気持ち』 固定MC（主持人）。
2016年7月23日，擔任富士電視台『FNS27時間テレビフェスティバル!』擔任實行委員會。

## 學歷
- 東洋高校（畢業）
- 日本明治大學理工學部建築學科（2009年4月7日 - 2013年3月26日、畢業）
- 日本明治大學大学院理工学研究科新領域創造専攻（2013年 - 2015年、畢業）

## 曾經歷的團體
- mint（2004年3月）
- J.J.Express（2004年4月 - 2007年9月）
- Kitty GYM（2006年8月18日 - 9月10日）
- Kitty（2006年8月 - 2007年9月）
- Hey! Say! JUMP（2007年9月 - ）※ 9月21日結成、11月14日出道。
  - Hey! Say! BEST（2007年9月 - ）

## 演出

### 綜藝節目
- The少年俱樂部（2001年 - 2007年、NHK BS2・BShi）
- Ya-Ya-yah（2003年1月 - 2007年10月、東京電視台）
- YOUたち!（2006年10月 - 2007年9月、日本電視台）
- 百識王（2007年10月 - 2008年3月、富士電視台)
- ヤンヤンJUMP（2011年4月16日 - 2013年6月30日、東京電視台）
- Qさま!! 2時間スペシャル（2013年3月4日、朝日電視台）
- ネプリーグSP（2013年6月24日、富士電視台）
- 100秒博士アカデミー（2013年10月22日 - 2014年3月11日、TBS）
- 國王的早午餐「購物達人」單元（王様のブランチ 買い物の達人，2014年6月21日、TBS）
- 平成TIME JUMPER（暫譯：平成タイムジャンパー，2014年4月26日、2014年11月29日、2016年1月15日、朝日電視台）
- 「リトルトーキョーライブ～みんなで作るいっぱいいっぱい生放送～」（リトルトーキョーライブ～みんなで作るいっぱいいっぱい生放送〜）（2014年10月8日(每周三)－、東京電視台） - 和Johnny's WEST隔週輪流擔任主持
- いただきハイジャンプ（2014年12月29日晚上25:00-26:00即凌晨01:00-02:00，第二彈 2015年6月10日晚上25:35-26:35，並於節目錄製時向Hey! Say! JUMP宣布於7月8日正規化，從7月8日起每週三晚上25:25-25:55、富士電視台）
- 『メレンゲの気持ち』（日语：メレンゲの気持ち） - （2016年4月2日－2021年3月27日、日本電視台） - MC（節目開播20年來的首位男性主持人）

### 情報節目
- 鬧鐘電視（2016年4月－2022年3月、富士電視台） - 星期四固定助手

### 電視劇
- 格鬥教師 第2話（2006年1月26日、TBS） - 井上優介
- Dark System 戀愛王座決定戰 第5、6話（2014年2月17日 - 2月24日、TBS） - 恩田妖一
- 總會有辦法的2（2014年4月22日 - 6月24日、TBS） - 奥村涼
- 奮戰吧！書店少女（2015年4月14日 - 6月9日、關西電視台） - 日下圭一郎
- Doctor-X～外科醫·大門未知子～ 特別篇（2016年7月3日、朝日電視台） - 冰室光二郎
- 然後，誰都不在了（2016年7月17日 - 9月11日、日本電視台） - 日下瑛治
- u&i/ETV（2018年5月26日 - 跟播中、NHK教育台） - 配音
- 東京外星人兄弟（2018年7月23日 - 9月24日、日本電視台） - 主演・田中冬之介
- 家政夫三田園 - 村田光 
  - 第三季（2019年4月19日 - 6月7日、朝日電視台）
  - 第四季（2020年4月24日 - 7月24日、朝日電視台）
  - 第五季（2022年4月22日 - 6月10日、朝日電視台）
  - 第六季（2023年10月10日 - 12月5日、朝日電視台）
  - 第七季（2025年1月14日 - 3月11日、朝日電視台）
- 副教授・高櫬彰良的推測 - 主演・高槻彰良
  - Season 1（2021年8月7日 - 9月25日、東海電視台）
  - Season 2（2021年10月10日 - 11月28日、WOWOW）
- 要從頭再來嗎？（2023年1月16日 - 3月27日、東京電視台） - 真澄太一
- 平行世界的夫婦（2025年4月1日 - 6月17日、關西電視台・富士電視台） - 主演・並川幹太（與伊原六花雙主演）

### 電影
粗體為主演
- 蜜桃女孩（日本2017年5月20日上映） - 岡安浬（男主角 與山本美月雙主演）

### 舞台劇
粗體為主演
- DREAM BOY（2004年）
- Hey!Say!Dream Boy（2005年4月27日 - 5月15日、梅田藝術劇場）
- Dream Boys（2006年1月3日 - 29日、帝國劇場）
- 瀧澤演舞城（2006年3月7日 - 4月25日、新橋演舞場）
- One! -the history of Tackey-（2006年9月5日 - 9月28日、日生劇場）
- JOHNNYS' WORLD-ジャ二ーズ・ワールド-（2012年11月10日 - 2013年1月27日、帝國劇場）
- カラフト伯父さん (2015年4月25日 - 2015年5月10日、東京・Globe座，2015年5月22日 - 24日、大阪・梅田藝術劇場Theater Dramacity）[1]
- 百老汇音乐剧「ハネムーン・イン・ベガス」（拉斯维加斯的蜜月旅行） - ジャック・シンガ（杰克•辛格）（2024年4月9日 - 29日、東京建物 Brillia HALL / 5月6日 - 19日、SkyシアターMBS）

### 廣播節目
- Hey! Say! 7 Ultra Power（2015年3月12日・19日・26日共三回、文化放送『レコメン!』内）[2]
- Radirer! Saturday 八點組（2015年4月4日 - 2024年3月30日、NHK第一廣播，每週六 20:05 - 21:05）※伊野尾、八乙女光

### 廣告代言
- 進研zemi高校講座（2007年）
- Wii DECA SPORTA2（Hey! Say! BEST）
  - Wii はたらくヒト（八乙女光、髙木雄也、伊野尾慧）
- オー・ザック（Hey! Say! BEST）
- 佛蒙特咖哩（Hey! Say! JUMP）
- Bourbon堅果焦糖爆米花（Hey! Say! JUMP）
- music.jp（Hey! Say! JUMP）
- KOSÉ サンカット（Hey! Say! JUMP）
  - KOSÉ LACHESCA（Hey! Say! JUMP）
  - KOSÉ FORTUNE 系列（Hey! Say! JUMP）
- smash.（Hey! Say! JUMP）

## 音樂作品

### 作曲
- ♪音♪（おと）（作詞：薮宏太、作曲：伊野尾慧）

### SOLO
- 早口ブギ（Hey! Say! 夏日演唱會 '09 JUMP天國TENGOKU）
- 条件反射（收錄於第六張專輯SENSE or LOVE）

## 外部網頁
- 伊野尾慧的Instagram帳戶
- らじらー!｜NHKラジオ第1 - NHKオンライン（页面存档备份，存于）